# Behind the Iron Curtain (Iron Maiden)
Behind the Iron Curtain è un video in formato VHS dell'heavy metal band Iron Maiden. I primi due video (2 Minutes to Midnight e Aces High) sono promozionali, appartenenti all'album Powerslave. Gli ultimi due (Hallowed be thy Name e Run to the Hills) appartengono ad alcune performance del gruppo in un tour intrapreso nell'est Europa, il quale toccò nazioni come Polonia, ex Jugoslavia ed ex Cecoslovacchia.
Essendo fuori catalogo, è stato successivamente incluso nel secondo disco del DVD di Live After Death sotto forma di documentario.

## Tracce
1. "2 Minutes to Midnight"
2. "Aces High"
3. "Hallowed Be Thy Name (live)"
4. "Run to the Hills (live)"

## Formazione
- Bruce Dickinson - voce
- Dave Murray - chitarra
- Adrian Smith - chitarra
- Steve Harris - basso
- Nicko McBrain - batteria